# 1670
Il 1670 (MDCLXX in numeri romani) è un anno  del XVII secolo.

## Eventi
- 1º giugno – Trattato segreto di Dover: Carlo II Stuart esce dalla triplice alleanza con i Paesi Bassi e con la Svezia per stipulare alleanza con la Francia di Luigi XIV. Carlo II Stuart offrì al re francese la sua marina e seicento uomini in cambio di tre milioni di franchi.
- Spinoza pubblica anonimamente il trattato teologico-politico.
- Dom Pérignon produce il primo champagne.

## Nati

### Gennaio
- 12 gennaio - Đuro Matijašević, poeta, letterato e presbitero croato († 1728)
- 18 gennaio - Jeanne Baptiste d'Albert de Luynes, nobildonna francese († 1736)
- 24 gennaio - William Congreve, drammaturgo inglese († 1729)
- 26 gennaio - Jacob van Schuppen, pittore francese († 1751)
- 30 gennaio - Arnold Joost van Keppel, I conte di Albemarle, ufficiale olandese († 1718)

### Febbraio
- 10 febbraio - Norbert van Bloemen, pittore fiammingo († 1746)
- 13 febbraio - Giancarlo Aliberti, pittore italiano († 1727)
- 23 febbraio - Mattheus Terwesten, pittore e disegnatore olandese († 1757)
- 25 febbraio - Maria Margaretha Kirch, astronoma tedesca († 1720)

### Marzo
- 6 marzo - Giovanni Maria Benzon, arcivescovo cattolico italiano († 1757)
- 7 marzo - Raniero d'Elci, cardinale e arcivescovo cattolico italiano († 1761)
- 7 marzo - Carlo Tommaso di Lorena, generale austriaco († 1704)
- 16 marzo - François de Franquetot de Coigny, militare francese († 1759)
- 31 marzo - Luigi Augusto di Borbone, nobile e militare francese († 1736)

### Aprile
- 6 aprile - Jean-Baptiste Rousseau, poeta e drammaturgo francese († 1741)
- 9 aprile - John Trevelyan, II baronetto, politico inglese († 1755)
- 10 aprile - Edward Montagu, III conte di Sandwich, nobile inglese († 1729)
- 12 aprile - Gustavo del Palatinato-Zweibrücken, duca († 1731)
- 17 aprile - Dorothea von Velen, attivista tedesca († 1732)

### Maggio
- 8 maggio - Charles Beauclerk, I duca di St. Albans, nobile inglese († 1726)
- 12 maggio - Augusto II di Polonia, sovrano polacco († 1733)
- 13 maggio - Giovanni Baratta, scultore e architetto italiano († 1747)
- 20 maggio - Giuseppe Alaleona, letterato italiano († 1749)
- 24 maggio - Vitus Pichler, teologo e giurista tedesco († 1736)

### Giugno
- 5 giugno - Fulvio Gherli, medico e alchimista italiano († 1735)
- 20 giugno - Ernst Friedrich von Windisch-Graetz, diplomatico e politico austriaco († 1727)
- 23 giugno - Cajetan Anton Notthafft von Weißenstein, presbitero austriaco († 1752)

### Luglio
- 5 luglio - Dorotea Sofia di Neuburg, contessa tedesca († 1748)
- 9 luglio - Filippo Carlo Spada, arcivescovo cattolico e patriarca cattolico italiano († 1742)
- 10 luglio - Silvio Gaetano Gonzaga, nobile italiano († 1740)
- 12 luglio - Giuseppe Firrao il Vecchio, cardinale e arcivescovo cattolico italiano († 1744)
- 18 luglio - Giovanni Bononcini, compositore e violoncellista italiano († 1747)
- 19 luglio - Richard Leveridge, basso e compositore inglese († 1758)
- 23 luglio - Maria Maddalena Trenta, nobildonna e religiosa italiana († 1740)
- 30 luglio - Carlo Archinto, nobiluomo, funzionario e mecenate italiano († 1732)

### Agosto
- 2 agosto - Marie Émilie de Joly de Choin,  francese († 1732)
- 9 agosto - Giuseppe Casaregi, giurista e magistrato italiano († 1737)
- 20 agosto - Pierre Vigne, presbitero francese († 1740)
- 21 agosto - James FitzJames, I duca di Berwick, generale inglese († 1734)
- 28 agosto - Francesco Giuseppe di Guisa, nobile francese († 1675)
- 28 agosto - Guglielmo II di Nassau-Dillenburg, principe tedesco († 1724)

### Settembre
- 10 settembre - Samuele Marzorati, presbitero italiano († 1716)
- 10 settembre - Raffaele Cosimo de' Girolami, cardinale e arcivescovo cattolico italiano († 1748)

### Ottobre
- 5 ottobre - Tomás de Almeida, cardinale e patriarca cattolico portoghese († 1754)
- 16 ottobre - Luka Mislej, artista sloveno († 1727)
- 20 ottobre - Giovacchino Fortini, scultore e architetto italiano († 1736)
- 21 ottobre - George Naylor, avvocato e politico inglese († 1730)
- 28 ottobre - Jacob-Sigisbert Adam, scultore francese († 1747)

### Novembre
- 15 novembre - Bernard de Mandeville, medico e filosofo olandese († 1733)
- 26 novembre - Maria Amalia di Brandeburgo, principessa († 1739)
- 30 novembre - John Toland, filosofo e scrittore irlandese († 1722)

### Dicembre
- 4 dicembre - John Aislabie, politico inglese († 1742)
- 9 dicembre - Henri-François-Xavier de Belzunce de Castelmoron, vescovo cattolico e gesuita francese († 1755)
- 22 dicembre - Anna Sofia di Sassonia-Gotha-Altenburg, principessa sassone († 1728)
- 28 dicembre - Algernon Capell, II conte di Essex, generale inglese († 1710)

### Senza giorno specificato
- Emilio Altieri, II principe di Oriolo, principe italiano († 1721)
- José de Armendáriz, militare spagnolo
- Jean de Bodt, architetto e militare francese († 1745)
- Giuseppe Boniventi, compositore italiano († 1727)
- Antonio Caldara, compositore italiano († 1736)
- Pompeo Cannicciari, compositore italiano († 1744)
- Fernando de Casas Novoa, architetto spagnolo († 1750)
- Mademoiselle Duclos, attrice teatrale francese († 1748)
- Abraham Davel, patriota svizzero († 1723)
- Antoine Deidier, medico francese († 1746)
- Giovanni del Fantasia, architetto italiano († 1743)
- Ramon Despuig,  spagnolo († 1741)
- Arthur Dillon, militare irlandese († 1733)
- Carlo Francesco Dotti, architetto italiano († 1759)
- Jean-Baptiste Dubos, filosofo e storico francese († 1742)
- Henry Eccles, compositore e violinista inglese († 1742)
- Laurence Echard, storico britannico († 1730)
- Giovanni Maria Fontana, architetto svizzero († 1712)
- Charles Gordon, II conte di Aboyne, nobile scozzese († 1702)
- Henry Howard, VI conte di Suffolk, nobile e politico inglese († 1718)
- Juan de Ulibarrí, militare e esploratore spagnolo († 1716)
- David Kellner, compositore e liutista tedesco († 1748)
- Köprülü Numan Pascià, politico e militare ottomano († 1719)
- João Frederico Ludovice, architetto e orafo tedesco († 1752)
- Carlo Antonio Marino, musicista italiano
- Abigail Masham, baronessa Masham, nobildonna inglese († 1734)
- Kirill Alekseevič Naryškin, politico russo († 1723)
- Willem Hendrik Nieupoort, giurista e storico olandese († 1730)
- Turlough O'Carolan, compositore e arpista irlandese († 1738)
- Pierre Parrocel, pittore e incisore francese († 1739)
- Danilo I Šćepčev Petrović-Njegoš, vescovo ortodosso serbo († 1735)
- Christopher Pinchbeck, inventore e orologiaio inglese († 1732)
- Arcangelo Resani, pittore e poeta italiano († 1740)
- Angiolo Rosis, pittore italiano († 1742)
- Thomas Story, predicatore e teologo britannico († 1742)
- Alvise Tagliapietra, scultore italiano († 1747)
- Jean Terrasson, scrittore francese († 1750)
- Domenico Trezzini, architetto e urbanista svizzero († 1734)
- Geronymo de Ustariz, economista spagnolo († 1732)
- Julie d'Aubigny, mezzosoprano francese († 1707)
- Dionisio da Furnà, pittore e monaco cristiano greco († 1744)
- Louis de La Vergne-Montenard de Tressan, arcivescovo cattolico francese († 1733)

## Morti

### Gennaio
- 3 gennaio - George Monck, I duca di Albemarle, ammiraglio inglese (n. 1608)
- 6 gennaio - Carlo da Sezze, religioso italiano (n. 1613)
- 16 gennaio - Bellerose, attore teatrale francese (n. 1592)
- 17 gennaio - Jean Leurechon, matematico francese (n. 1591)
- 18 gennaio - Andrea Vaccaro, pittore italiano (n. 1604)
- 19 gennaio - Giovan Battista Nicolosi, presbitero, geografo e cartografo italiano (n. 1610)
- 21 gennaio - Honorat de Bueil de Racan, poeta e drammaturgo francese (n. 1589)
- 21 gennaio - Alessandro Marsili, filosofo italiano (n. 1601)
- 25 gennaio - Nicola II di Lorena, cardinale francese (n. 1609)

### Febbraio
- 1º febbraio - Celestino Telera, religioso italiano (n. 1605)
- 6 febbraio - Nicolas Prévost, pittore francese (n. 1604)
- 9 febbraio - Federico III di Danimarca, re danese (n. 1609)
- 9 febbraio - Lodovico Vedriani, storico italiano (n. 1601)
- 17 febbraio - Elizabeth Hall, inglese (n. 1608)
- 24 febbraio - Giuseppe Ciantes, vescovo cattolico e orientalista italiano (n. 1602)
- 25 febbraio - Matteo Garvo Allio, scultore italiano

### Marzo
- 1º marzo - Giovanna Maria Bonomo, religiosa italiana (n. 1606)
- 10 marzo - Louis Jacob de Saint Charles, religioso francese (n. 1608)
- 16 marzo - Johann Rudolph Glauber, alchimista, farmacista e chimico tedesco (n. 1604)
- 17 marzo - Guillén Ramón de Moncada y Castro, nobile, militare e politico spagnolo (n. 1619)
- 18 marzo - Carlo Strozzi, italiano (n. 1587)
- 22 marzo - Pietro Fullone, poeta e letterato italiano

### Aprile
- 6 aprile - Eleonora Baroni, musicista e cantante italiana (n. 1611)
- 9 aprile - Samuel Sorbière, traduttore e filosofo francese (n. 1615)
- 12 aprile - Scipione Pannocchieschi, cardinale e arcivescovo cattolico italiano (n. 1598)
- 12 aprile - Jirjis Rizqallah, patriarca cattolico libanese
- 19 aprile - Samuel Przypkowski, teologo polacco (n. 1592)
- 23 aprile - Loreto Vittori, poeta, librettista e compositore italiano (n. 1600)
- 26 aprile - Bartolomeo Campomenoso, mercante e presbitero fiammingo (n. 1597)
- 27 aprile - Jean Du Breuil, scrittore, saggista e matematico francese (n. 1602)
- 28 aprile - Alexandre de Prouville, militare e politico francese

### Maggio
- 5 maggio - François-Annibal d'Estrées, militare e diplomatico francese (n. 1573)
- 10 maggio - Claude Vignon, pittore, incisore e illustratore francese (n. 1593)
- 12 maggio - Scipione Gonzaga, condottiero e diplomatico italiano (n. 1595)
- 19 maggio - Ferdinando Ughelli, monaco cristiano, abate e storico italiano (n. 1595)
- 21 maggio - Johan Picardt, religioso e medico tedesco (n. 1600)
- 21 maggio - Giovanni Andrea Sirani, pittore e incisore italiano (n. 1610)
- 21 maggio - Niccolò Zucchi, gesuita, astronomo e fisico italiano (n. 1586)
- 23 maggio - Ferdinando II de' Medici, sovrano italiano (n. 1610)
- 27 maggio - Francesco Capecelatro, scrittore e storico italiano (n. 1595)
- 31 maggio - Josceline Percy, XI conte di Northumberland, conte britannico (n. 1644)

### Giugno
- 5 giugno - Ghiron Francesco Villa, nobile e generale italiano
- 14 giugno - François Annat, gesuita francese (n. 1590)
- 15 giugno - Camillo Domenico Rospigliosi, nobile e mecenate italiano (n. 1601)
- 17 giugno - Raffaello Carrara, medico e poeta italiano (n. 1601)
- 21 giugno - Claude Duval, brigante francese (n. 1643)
- 22 giugno - Erdmute Sofia di Sassonia, principessa (n. 1644)
- 23 giugno - Francesco Grassia, scultore italiano
- 30 giugno - Federico di Anhalt-Harzgerode, nobile (n. 1613)
- 30 giugno - Enrichetta d'Inghilterra, nobile britannica (n. 1644)

### Luglio
- 18 luglio - Giuseppe Allevi, musicista italiano (n. 1603)
- 20 luglio - Johannes Vingboons, cartografo, incisore e pittore olandese

### Settembre
- 11 settembre - Jeanne Chézard de Matel, religiosa francese (n. 1596)
- 12 settembre - Frans Denys, pittore fiammingo
- 16 settembre - William Penn, ammiraglio inglese (n. 1621)
- 18 settembre - Scipione Errico, poeta, scrittore e drammaturgo italiano (n. 1592)
- 18 settembre - Jan Meyssens, pittore, incisore e editore fiammingo (n. 1612)
- 28 settembre - Luisa Giuliana di Erbach, nobile tedesca (n. 1603)

### Ottobre
- 8 ottobre - Lorenzo Nomis di Valfenera e Castelletto, politico italiano (n. 1590)
- 11 ottobre - Louis Le Vau, architetto francese (n. 1612)
- 20 ottobre - Giorgio Darmini, vescovo cattolico italiano (n. 1593)
- 26 ottobre - Gerolamo Visconti, vescovo cattolico italiano (n. 1613)
- 31 ottobre - Gian Galeazzo Trotti, nobile, condottiero e generale italiano

### Novembre
- 5 novembre - Viviano Codazzi, pittore italiano
- 6 novembre - Francesco Nerli il Vecchio, cardinale e arcivescovo cattolico italiano (n. 1594)
- 8 novembre - Emmanuele di Anhalt-Köthen, nobile tedesco (n. 1631)
- 12 novembre - Bonaventura Teuli, arcivescovo cattolico italiano (n. 1596)
- 15 novembre - Comenio, teologo, pedagogista e filosofo ceco (n. 1592)
- 21 novembre - Guglielmo VII d'Assia-Kassel, nobile tedesco (n. 1651)
- 22 novembre - Sofia di Assia-Kassel, nobildonna tedesca (n. 1615)
- 26 novembre - Jacob van Loo, pittore olandese (n. 1614)

### Dicembre
- 4 dicembre - Emilia di Oldenburg, nobile tedesca (n. 1614)
- 16 dicembre - Dorothy Savile, viscontessa Halifax, nobildonna inglese (n. 1640)
- 17 dicembre - Luigi Pappacoda, vescovo cattolico italiano (n. 1595)
- 24 dicembre - Jan Mijtens, pittore e disegnatore olandese (n. 1614)

### Senza giorno specificato
- Cristóbal de Acuña, missionario spagnolo (n. 1597)
- García de Avellaneda y Haro, diplomatico spagnolo (n. 1584)
- Lorenzo Bedogni, pittore e architetto italiano
- Paolo Bonoli, storico e storiografo italiano (n. 1630)
- William Bridge, religioso inglese (n. 1600)
- Francesco Cavrioli, scultore italiano
- Samuel Collins, medico e saggista inglese (n. 1619)
- Giovanni Maria Conti della Camera, pittore italiano (n. 1614)
- Andrea Costaguta, religioso e architetto italiano (n. 1610)
- Jan Coxie, pittore e disegnatore fiammingo (n. 1629)
- Jérôme David, incisore francese
- Giuseppe Donzelli, nobile, farmacista e storico italiano (n. 1596)
- Daniel van den Dyck, pittore e incisore fiammingo (n. 1610)
- Fatma Sultan, principessa ottomana (n. 1606)
- Luca Forte, pittore italiano
- Agostino Franciotti, arcivescovo cattolico italiano (n. 1630)
- Francesco Garsia, poeta, drammaturgo e giudice italiano (n. 1590)
- Giovanna Garzoni, pittrice e miniaturista italiana (n. 1600)
- Carlo Gonzaga, militare italiano (n. 1602)
- William Gouge, religioso e predicatore inglese (n. 1575)
- Bartholomeus van der Helst, pittore olandese (n. 1613)
- Karel van Mander III, pittore olandese (n. 1609)
- Francesco Melosio, poeta e magistrato italiano (n. 1609)
- Herman Nauwincx, pittore, incisore e mercante olandese (n. 1623)
- Ivan Neronov, religioso russo (n. 1591)
- Michele Pace, pittore italiano (n. 1610)
- Juan de Pareja, pittore spagnolo (n. 1606)
- Crispijn van de Passe II, incisore e disegnatore olandese (n. 1594)
- Salomon van Ruysdael, pittore olandese
- Hendrick Sorgh, pittore olandese
- Pietro Susini, poeta e drammaturgo italiano (n. 1629)
- Abraham Teniers, pittore fiammingo (n. 1629)
- Willem Godschalck van Focquenbroch, poeta, drammaturgo e medico olandese (n. 1640)
- Johannes de Monte-Snyder, alchimista tedesco
- Cristiana di Schleswig-Holstein, contessa danese (n. 1626)

## Calendario
| Calendario 1670 | Calendario 1670 | Calendario 1670 | Calendario 1670 | Calendario 1670 | Calendario 1670 | Calendario 1670 | Calendario 1670 | Calendario 1670 | Calendario 1670 | Calendario 1670 | Calendario 1670 | Calendario 1670 | Calendario 1670 | Calendario 1670 | Calendario 1670 | Calendario 1670 | Calendario 1670 | Calendario 1670 | Calendario 1670 | Calendario 1670 | Calendario 1670 | Calendario 1670 | Calendario 1670 | Calendario 1670 | Calendario 1670 | Calendario 1670 | Calendario 1670 | Calendario 1670 | Calendario 1670 | Calendario 1670 | Calendario 1670 | Calendario 1670 |
| --------------- | --------------- | --------------- | --------------- | --------------- | --------------- | --------------- | --------------- | --------------- | --------------- | --------------- | --------------- | --------------- | --------------- | --------------- | --------------- | --------------- | --------------- | --------------- | --------------- | --------------- | --------------- | --------------- | --------------- | --------------- | --------------- | --------------- | --------------- | --------------- | --------------- | --------------- | --------------- | --------------- |
|                 | 1               | 2               | 3               | 4               | 5               | 6               | 7               | 8               | 9               | 10              | 11              | 12              | 13              | 14              | 15              | 16              | 17              | 18              | 19              | 20              | 21              | 22              | 23              | 24              | 25              | 26              | 27              | 28              | 29              | 30              | 31              |                 |
| Gennaio         | Me              | Gi              | Ve              | Sa              | Do              | Lu              | Ma              | Me              | Gi              | Ve              | Sa              | Do              | Lu              | Ma              | Me              | Gi              | Ve              | Sa              | Do              | Lu              | Ma              | Me              | Gi              | Ve              | Sa              | Do              | Lu              | Ma              | Me              | Gi              | Ve              |                 |
| Febbraio        | Sa              | Do              | Lu              | Ma              | Me              | Gi              | Ve              | Sa              | Do              | Lu              | Ma              | Me              | Gi              | Ve              | Sa              | Do              | Lu              | Ma              | Me              | Gi              | Ve              | Sa              | Do              | Lu              | Ma              | Me              | Gi              | Ve              |                 |                 |                 |                 |
| Marzo           | Sa              | Do              | Lu              | Ma              | Me              | Gi              | Ve              | Sa              | Do              | Lu              | Ma              | Me              | Gi              | Ve              | Sa              | Do              | Lu              | Ma              | Me              | Gi              | Ve              | Sa              | Do              | Lu              | Ma              | Me              | Gi              | Ve              | Sa              | Do              | Lu              |                 |
| Aprile          | Ma              | Me              | Gi              | Ve              | Sa              | Do              | Lu              | Ma              | Me              | Gi              | Ve              | Sa              | Do              | Lu              | Ma              | Me              | Gi              | Ve              | Sa              | Do              | Lu              | Ma              | Me              | Gi              | Ve              | Sa              | Do              | Lu              | Ma              | Me              |                 |                 |
| Maggio          | Gi              | Ve              | Sa              | Do              | Lu              | Ma              | Me              | Gi              | Ve              | Sa              | Do              | Lu              | Ma              | Me              | Gi              | Ve              | Sa              | Do              | Lu              | Ma              | Me              | Gi              | Ve              | Sa              | Do              | Lu              | Ma              | Me              | Gi              | Ve              | Sa              |                 |
| Giugno          | Do              | Lu              | Ma              | Me              | Gi              | Ve              | Sa              | Do              | Lu              | Ma              | Me              | Gi              | Ve              | Sa              | Do              | Lu              | Ma              | Me              | Gi              | Ve              | Sa              | Do              | Lu              | Ma              | Me              | Gi              | Ve              | Sa              | Do              | Lu              |                 |                 |
| Luglio          | Ma              | Me              | Gi              | Ve              | Sa              | Do              | Lu              | Ma              | Me              | Gi              | Ve              | Sa              | Do              | Lu              | Ma              | Me              | Gi              | Ve              | Sa              | Do              | Lu              | Ma              | Me              | Gi              | Ve              | Sa              | Do              | Lu              | Ma              | Me              | Gi              |                 |
| Agosto          | Ve              | Sa              | Do              | Lu              | Ma              | Me              | Gi              | Ve              | Sa              | Do              | Lu              | Ma              | Me              | Gi              | Ve              | Sa              | Do              | Lu              | Ma              | Me              | Gi              | Ve              | Sa              | Do              | Lu              | Ma              | Me              | Gi              | Ve              | Sa              | Do              |                 |
| Settembre       | Lu              | Ma              | Me              | Gi              | Ve              | Sa              | Do              | Lu              | Ma              | Me              | Gi              | Ve              | Sa              | Do              | Lu              | Ma              | Me              | Gi              | Ve              | Sa              | Do              | Lu              | Ma              | Me              | Gi              | Ve              | Sa              | Do              | Lu              | Ma              |                 |                 |
| Ottobre         | Me              | Gi              | Ve              | Sa              | Do              | Lu              | Ma              | Me              | Gi              | Ve              | Sa              | Do              | Lu              | Ma              | Me              | Gi              | Ve              | Sa              | Do              | Lu              | Ma              | Me              | Gi              | Ve              | Sa              | Do              | Lu              | Ma              | Me              | Gi              | Ve              |                 |
| Novembre        | Sa              | Do              | Lu              | Ma              | Me              | Gi              | Ve              | Sa              | Do              | Lu              | Ma              | Me              | Gi              | Ve              | Sa              | Do              | Lu              | Ma              | Me              | Gi              | Ve              | Sa              | Do              | Lu              | Ma              | Me              | Gi              | Ve              | Sa              | Do              |                 |                 |
| Dicembre        | Lu              | Ma              | Me              | Gi              | Ve              | Sa              | Do              | Lu              | Ma              | Me              | Gi              | Ve              | Sa              | Do              | Lu              | Ma              | Me              | Gi              | Ve              | Sa              | Do              | Lu              | Ma              | Me              | Gi              | Ve              | Sa              | Do              | Lu              | Ma              | Me              |                 |